# Afrosternophorus ceylonicus
Afrosternophorus ceylonicus är en spindeldjursart som först beskrevs av Beier 1973.  Afrosternophorus ceylonicus ingår i släktet Afrosternophorus och familjen Sternophoridae. Inga underarter finns listade i Catalogue of Life.